# Oberea trilineata
Oberea trilineata là một loài bọ cánh cứng trong họ Cerambycidae.